# キラー・カール・コックス
キラー・カール・コックス（Killer Karl Kox、本名：Herbert Alan Gerwig、1931年4月26日 - 2011年11月10日）は、アメリカ合衆国のプロレスラー。メリーランド州ボルチモア出身のドイツ系アメリカ人。
ヒールのラフファイターとして活躍し、日本では「殺人鬼」の異名で呼ばれた。代表的なプロレス技のひとつであるブレーンバスターの開発者としても知られている。

## 来歴
学生時代はレスリングとボクシングで活躍する一方、不良少年グループのボスとしても名を馳せていたという。海兵隊に入隊し朝鮮戦争に従軍後、プロレスラーの "ジェントルマン" フレッド・ボザックにスカウトされ1954年に23歳でプロレス入り（デビュー年は諸説あり、1956年ともされている）。
デビュー後6年間はハーブ・ガーウィッグ（Herb Gerwig）の名義でクリーブランド、バッファロー、ピッツバーグなどアメリカ北東部にて活動。1961年、ネブラスカ州オマハのプロモーターだったジョー・デュセックの発案によりキラー・カール・コックス（Killer Carl Cox）と改名。その後テキサス州アマリロにて、イニシャルがクー・クラックス・クランの略称 "KKK" と同じになる "Killer Karl Kox" にスペリングを改める。
以降、白人至上主義者をギミックとしたヒールとして活動。テキサスでは1964年にブル・カリーとブラスナックル王座を争い、1965年6月29日にはフリッツ・フォン・エリックと組んでエディ・グラハム&サム・スティムボートからテキサス版のNWA世界タッグ王座を奪取した。1966年はハワイにてインディアン・ギミックのビリー・ホワイト・ウルフとの連戦も行われている。ロサンゼルスのWWAでは1967年5月19日にマイク・デビアスと組み、プエルトリコ系のペドロ・モラレスとメキシコ系のリッキー・ロメロのチームからWWA世界タッグ王座を奪取した。
1960年代後半はオーストラリア（ジム・バーネット主宰のワールド・チャンピオンシップ・レスリング）に定着して、フラッグシップ・タイトルのIWA世界ヘビー級王座をマリオ・ミラノやカウボーイ・ボブ・エリスを破り通算3回獲得。1968年5月にはスカル・マーフィーとの凶悪コンビでミラノ&トニー・パリシのイタリアン・コンビを下し、同世界タッグ王座にも戴冠した。
1970年代に入ると再びアメリカを主戦場に、テキサスのダラスやアマリロを転戦。ダラス地区ではボリス・マレンコやリッパー・シクナ、ロード・チャールズ・モンタギューらと共に、ジョニー・バレンタイン率いるヒール軍団の一員となって活躍。かつてのパートナーだったフォン・エリックをはじめ、ミル・マスカラスやワフー・マクダニエルと抗争した。アマリロ地区では1973年8月29日、日本から流出してきたインターナショナル・タッグ王座をサイクロン・ネグロと組んでザ・ファンクスから奪取している。同年12月13日には同じイニシャルのキラー・カール・クラップを破り、ブラスナックル王座にも戴冠した。オクラホマやルイジアナをサーキット・エリアとするミッドサウスのトライステート地区では、1975年10月28日にディック・マードックから北米ヘビー級王座を獲得している。
1976年よりフロリダを主戦場として、黒人ベビーフェイスのロッキー・ジョンソンを相手にブラスナックル王座を巡る抗争を展開。タッグではボビー・ダンカンやディック・スレーターらヒール勢をパートナーに、ジャック・ブリスコ&ジェリー・ブリスコのブリスコ・ブラザーズとUSタッグ王座を争っている。同地区のヒーローだったダスティ・ローデスとも流血戦を繰り広げ、1978年2月7日にはローデスを下してフロリダ・ヘビー級王座を獲得した。
以降もディープサウスを転戦し、1979年はジョージアでボビー・ヒーナンをマネージャーにブラックジャック・ランザやマスクド・スーパースターと共闘、アンドレ・ザ・ジャイアントやスタン・ハンセンとも対戦した。1980年にはアラバマでボブ・アームストロングやオレイ・アンダーソン、ジョー・ルダックらとサウスイースタン・ヘビー級王座を争った。
その後、セントラル・ステーツ地区を経て、古巣のミッドサウス（ビル・ワット主宰のMSWA）にベビーフェイスとして登場。1981年1月29日、ジャンクヤード・ドッグとの異色コンビでアーニー・ラッド&レロイ・ブラウンからミッドサウス・タッグ王座を奪取している。これが最後のタイトル戴冠となり、持病の心臓疾患からくる体調不良と腰痛の悪化のため1982年に引退。リタイア後はダラスにて刑務所の看守に転じていた。
2011年11月10日、心臓発作のため死去。80歳没。

### 日本での活躍
日本には1966年5月、日本プロレスに初登場。来日第一戦で吉村道明を相手に必殺技のブレーンバスターを日本初公開、試合巧者として知られた吉村を失神KOさせるという強烈なデビューを飾った。吉村は直後のインタビューで「バディ・オースチンのパイルドライバー以上の衝撃」と語っていたという。5月23日には宮城県スポーツセンターにてジョー・カロロをパートナーに、空位となっていたアジア・タッグ王座の決定戦に登場、ジャイアント馬場&吉村を破って新王者となった（初防衛戦で吉村&ヒロ・マツダに奪取されるも、6月27日にエディ・グラハムと組んで再び戴冠。最終的には7月1日の広島大会で馬場&吉村に奪還されたものの、日本プロレスの看板タッグ王座を初来日で2度奪取するという活躍を見せた）。
日本プロレスには通算5回来日し、馬場のインターナショナル・ヘビー級王座に再三挑戦。1968年にはマッドドッグ・バションと凶悪コンビを結成し、10月24日に広島県立体育館、10月29日に愛知県体育館にて、馬場&アントニオ猪木のBI砲が保持していたインターナショナル・タッグ王座に連続挑戦した。1971年にはワールドリーグ戦に出場、黒人のアブドーラ・ザ・ブッチャーとの確執も話題を呼んだ。1972年の来日時には、12月8日に静岡にてジン・キニスキーと組み、坂口征二&吉村が保持していたアジア・タッグ王座に挑戦している。
日本プロレス崩壊後は馬場の全日本プロレスに登場、1973年から1981年まで来日を重ね、馬場とPWFヘビー級王座を巡って激闘を繰り広げた。1975年7月の来日時はザ・デストロイヤーの覆面十番勝負の対戦相手として、覆面レスラーのザ・スピリット（The Spirit）に変身、大阪府立体育館と日大講堂にて2連戦を行った。素顔に戻っての1976年12月には、かつてブレーンバスターを伝授したディック・マードックとのブレーンバスター合戦も実現。最後の来日は1981年2月で、このときも馬場のPWF王座に挑戦している。

## 補足
- リングネームの "Killer Karl Kox" は、イニシャルが「クー・クラックス・クラン」と同じ「KKK」となるように付けたといわれる[3][2][4]。1971年のワールドリーグ戦前夜祭では、黒人のアブドーラ・ザ・ブッチャーと日本側そっちのけで乱闘を始め、ザ・デストロイヤーが慌てて仲裁に入るという一幕があった[24]。もっとも、ベビーフェイス転向後の晩年にミッドサウス地区でタッグを組んで王座を保持していたジャンクヤード・ドッグは黒人選手であるなど、KKKのキャラクターはあくまでもギミック上の設定だった[4]。また、同じくKKKをイニシャルとしたリングネームのキラー・カール・クラップとアマリロ地区で抗争し、ブラスナックル王座を争ったこともある[13]。
- ジャイアント馬場のインターナショナル・ヘビー級王座には通算4回挑戦している[22]。最多挑戦記録はフリッツ・フォン・エリックの6回、次いでジン・キニスキーの5回であり、コックスはブルーノ・サンマルチノと並び第3位となっている[2]。
- 覆面レスラーのザ・スピリットとして全日本プロレスに登場した際、その体型とファイトスタイルで正体は開幕戦から一目瞭然だった[27]。なお、コックスはアメリカでもマスクド・メネス（The Masked Menace）なる覆面レスラーに変身したことがある[1]。

## 得意技
ブレーンバスター
コックスが自ら開発したオリジナル・ホールドにして最大のフィニッシュ・ホールド。和名は「脳天砕き」。コックスが使用したブレーンバスターは現在広く知られているものとは違い、相手を垂直になるよう持ち上げた後、自ら尻餅をつくような体勢で相手の頭部をマットに突き刺すように落とす。コックスは相手の頭部が着地するまでクラッチを解かずに落とすため、完全に受身を取ることは極めて難しい。このスタイルのブレーンバスターは危険な技として全米各地で禁止され、使い手はコックス本人も含めて非常に少ない。
近年のプロレス界でも同様に頭部から落とす「垂直落下式ブレーンバスター」が存在するが、コックスが用いたブレーンバスターとは落とすタイミングやモーションなどが若干異なる。近年では、後年改良が加えられた派生技と区別するために「元祖（オリジナル）ブレーンバスター」という呼称でも呼ばれる。
エルボー・ドロップ
倒れた相手へ圧し掛かるような独特のモーションが特徴。
指折り
反則技であるが、指を一本ないし二本だけ攻める陰湿な技で悪賢いコックスのイメージを助長していた。これで馬場からギブアップを奪ったこともある。
凶器攻撃
メリケンサックや栓抜きなどの定番アイテムのほか、自身の義眼を凶器に用いたこともある。

## 獲得タイトル
NWAビッグタイム・レスリング
- NWAテキサス・ブラスナックル王座：3回[6]
- NWA世界タッグ王座：1回（w / フリッツ・フォン・エリック）[7]
- NWAテキサス・タッグ王座：1回（w / ボリス・マレンコ）[29]

NWAウエスタン・ステーツ・スポーツ
- NWAウエスタン・ステーツ・ヘビー級王座：1回[30]
- NWAテキサス・ブラスナックル王座（アマリロ版）：2回[13]

セントラル・ステーツ・レスリング
- NWAセントラル・ステーツ・ヘビー級王座：1回[31]
- NWAセントラル・ステーツ・タッグ王座：1回（w / タカチホ）[32]

チャンピオンシップ・レスリング・フロム・フロリダ
- NWAフロリダ・ヘビー級王座：1回[17]
- NWAフロリダ・ブラスナックル王座：4回[15]
- NWA USタッグ王座（フロリダ版）：4回（w / ボビー・ダンカン、ディック・スレーター、ジミー・ガービン×2）[16]

ジョージア・チャンピオンシップ・レスリング
- NWAジョージア・ヘビー級王座：1回[33]

サウスイースタン・チャンピオンシップ・レスリング
- NWAサウスイースタン・ヘビー級王座：2回[19]

NWAトライステート / ミッドサウス・レスリング・アソシエーション
- NWA北米ヘビー級王座（トライステート版）：1回[14]
- NWA USタッグ王座（トライステート版）：3回（w / ディック・マードック、ボブ・スウィータン、ケン・パテラ）[34]
- ミッドサウス・タッグ王座：1回（w / ジャンクヤード・ドッグ）[20]

ワールドワイド・レスリング・アソシエーツ
- WWA世界タッグ王座：1回（w / マイク・デビアス）[8]

ワールド・チャンピオンシップ・レスリング（オーストラリア）
- IWA世界ヘビー級王座：3回[9]
- IWA世界タッグ王座：1回（w / スカル・マーフィー）[10]

日本プロレス / 全日本プロレス
- アジア・タッグ王座：2回（w / ジョー・カロロ、エディ・グラハム）[21]
- インターナショナル・タッグ王座：1回（w / サイクロン・ネグロ）[12]